# 구경 (관직)
구경(九卿)은 고대 중국의 아홉 가지 고관을 일컫는 명칭으로, 《주례》에서 비롯하였다. 시대에 따라 구성이 달랐으며, 반드시 아홉 가지였던 것은 아니다.

## 개요

### 선진 시기
《주례》에서는 총재(冢宰)·사도·종백·사마·사구(司寇)·사공의 육경(六卿)과 소사(少師)·소부(少傅)·소보(少保)의 고경(孤卿)을 아울러 일컫는 말이었다.

### 진·전한
- 태상 (봉상)
- 광록훈 (낭중령)
- 위위 (중대부령)
- 태복
- 정위 (대리)
- 대홍려 (전객, 대행령)
- 종정 (종백)
- 대사농 (치속내사, 대농령)
- 소부
- 집금오 (중위)

위의 중이천석 관원을 구경이라고 불렀다. 그러나 왕망이 관직명을 변경할 때 집금오와 중위를 각각 분무(奮武)와 군정(軍正)으로 개칭하는 등 기록에 차이가 있다.

### 신
신 건국 후, 왕망은 관제를 대대적으로 개편하여
- 대사마사윤(大司馬司允)
- 대사도사직
- 대사공사약(大司空司若)

의 삼공사경과
- 희화 (납언)
- 작사
- 질종
- 전악
- 공공
- 여우

의 6개 관직을 합쳐 구경으로 일컬었다.

### 후한
전한의 관제로 환원하였고, 집금오의 속관은 대부분 북군중후(北軍中候)와 삼보(三輔)에 각각 통합되어 구경에서 제외되었다.

### 이후
후한의 관제를 답습하였고, 양나라 때인 천감 7년(508년)부터 각 관직의 뒤에 경(卿)을 붙여 부르기 시작하였다.

## 같이 보기
- 삼공구경